# Molteni (wielerploeg)
Molteni, ook wel bekend als Molteni Arcore, was van 1958 tot en met 1976 een Italiaanse wielerploeg gesponsord door salamiworstproducent Molteni. Ofschoon er vele grote renners voor Molteni reden, is Molteni van oudsher gekend als ploeg rond Eddy Merckx (1971–1976) en wordt beschouwd als de beste wielerploeg ooit. Molteni won 663 wielerwedstrijden.

## Historiek

### De 'Italiaanse' jaren

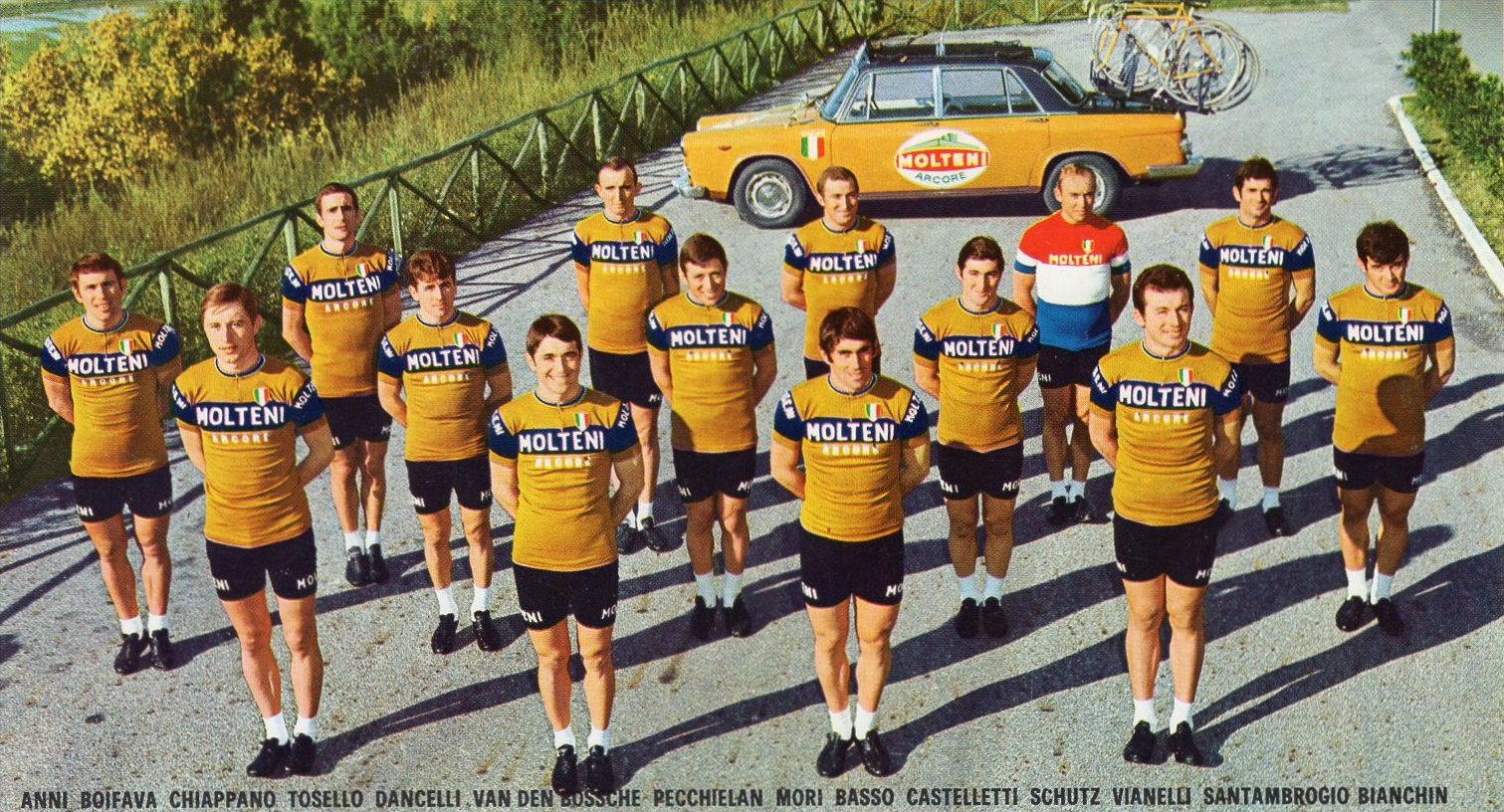
Molteni in 1970

Renato Molteni, stichter van Molteni, richtte de wielerploeg in 1958 op. Onder leiding van sportief directeur Giorgio Albani beleefde Molteni vervolgens tot medio jaren zestig vooral glorieuze momenten in de eigen Ronde van Italië met renners als sprinters Pierino Baffi en Marino Basso en allrounders Michele Dancelli en Gianni Motta. 
In de eendagskoersen kon de ploeg het laken niet meteen naar zich toe trekken, totdat Motta in 1964 de Ronde van Lombardije wist te winnen. Pietro Molteni werd geldschieter en zoon Ambrogio manager en ploegleider van de wielerploeg. 
De ploeg reeg vanaf de jaren zeventig de zegeruikers aan elkaar, de familie Molteni sprong verstandig met het geld om, zo ook het toekennen van winstpremies. Vic Van Schil getuigde in 2006 nog dat er bij iedere overwinning die een renner van de ploeg behaalde "een premie werd toegekend, maar dat er door baas Molteni zeker niet met geld werd gegooid." De bestuurlijke zetel van Molteni was Arcore (Monza e Brianza), en deze gemeente verscheen op de truitjes.
Vanaf de jaren 1964–1965 nam het succes toe. De ploeg was dominant in de jaren 70, maar oogstte tevens enkele grootse overwinningen in de jaren 60. De ploeg won in totaal 8 maal een Grote Ronde waarvan 7 eindzeges op het conto van Eddy Merckx kwamen. 
Merckx won drie maal de Ronde van Frankrijk (1971, 1972, 1974), drie maal de Ronde van Italië (1972, 1973, 1974) en één maal de Ronde van Spanje (1973) bij Molteni. Die laatste was ook zijn enige eindzege in de Vuelta. De overige eindzege in een Grote Ronde werd behaald door de Italiaan Gianni Motta met de Ronde van Italië 1966. 
Motta mag benevens de Kannibaal  de opvallendste naam binnen de ploeg worden genoemd, althans naar de aard van de door hem behaalde zeges. In 1966 werd de Duitser Rudi Altig wereldkampioen op de weg als renner van Molteni, op de Nürburgring. De ploeg staat, niettegenstaande, internationaal bekend om de prestaties die Merckx er voor geleverd heeft. Molteni werd in de jaren 60 een gewaardeerde wielerploeg, maar presteerde nog lang niet op het niveau dat vanaf de vroege jaren 70 werd gehaald.
Voor Merckx' blijde intrede, wat zich voltrok in 1971, zorgden Italianen voor het grootste succes van de ploeg. Maar het was toch in het bijzonder Gianni Motta die in de jaren 60 als absolute kopman de lijnen uittekende. Motta zegevierde in 1964 in de Ronde van Lombardije, na een solo onderneming. Motta had twee minuten voorsprong op Carmine Preziosi (Pelforth) en op de Belg Jos Hoevenaars (Flandria). 
Motta's absolute moment van glorie, gevolgd door algemeen klassement inclusief puntenklassement van de Ronde van Italië in 1966, op overtuigende wijze voor Italo Zilioli en Jacques Anquetil die reeds vijfvoudig Tourwinnaar was. Verder won hij de Ronde van Romandië in 1966, met ruime voorsprong op de tweede; 2'32" op de Fransman Raymond Delisle (Peugeot). In 1967 won Motta ook nog de Ronde van Zwitserland met 4'45" bonus in het algemeen klassement. 
In die periode voordat Merckx arriveerde, won Michele Dancelli in 1970 het wielermonument Milaan-San Remo voor Gerben Karstens en Eric Leman. Die zege kwam tussen twee van Merckx' totaal van zeven recordzeges in La Primavera. Dancelli finishte met meer dan anderhalve minuut voorsprong op de achtervolgers.

### Merckx en de Belgen
Molteni was de ploeg waarvoor Merckx de meest prestigieuze van 525 professionele overwinningen heeft behaald. Merckx reed bij Molteni tot het einde in 1976. In 1974 was Molteni één grote Belgische enclave geworden ; er reed in 1974, 1975 en 1976 geen Italiaan meer in dienst. De laatste Italiaan die bij Molteni reed was Giancarlo Bellini die na het seizoen 1973 de ploeg heeft verlaten. De Italiaanse ploegleider Giorgio Albani bleef daarentegen wel tot het bittere einde aan boord.
Na het aantrekken van Eddy Merckx, die overkwam van Faemino–Faema, was de ploeg helemaal niet meer te stuiten. Merckx' sponsor Faemino hield het, ondanks een waar successeizoen, in 1970 reeds na één seizoen voor bekeken als wielersponsor en zodus moest de Beul van de Fiets op zoek naar een nieuwe ploeg. Merckx nam vertrouwenspersonen mee vanuit Faemino. Ploegleiders Guillaume "Lomme" Driessens en Robert Lelangue, alsmede zijn toenmalige Faemino-ploegmaats Jos Huysmans, Roger Swerts, Vic Van Schil, Jos Bruyère en Jos Spruyt vergezelden Merckx naar Molteni. Merckx kreeg daarnaast Marino Basso en Herman Vanspringel als ploegmaats. Driessens verliet Molteni echter al in 1972.
Merckx' palmares was op het moment van zijn overstap naar Molteni al redelijk indrukwekkend te noemen. Merckx had als het ware een sportieve vorm van despotisme, ofwel alleenheerschappij, in het wielrennen geïntroduceerd. Hij was gebrand op dat elan verder te gaan (en slaagde daar wonderwel in). Merckx was destijds tweevoudig Tourwinnaar (14 etappezeges), tweevoudig Girowinnaar (12 etappezeges), drievoudig Milaan-San Remo-winnaar, en had daarnaast (op de Ronde van Lombardije na) drie andere 'monumenten' gewonnen met Parijs-Roubaix (1968), Ronde van Vlaanderen (1969) en Luik-Bastenaken-Luik (1969). Tot slot had hij in het Nederlandse Heerlen de wereldtitel gewonnen (1967). 
Merckx werd allang gedoopt tot de Kannibaal voor wie hij doorging. Bij Molteni vulde Merckx — behalve de najaarsklassieker Parijs-Tours die hij nooit zou winnen — de leemtes op zijn palmares in, met onder andere de Ronde van Lombardije (1971, 1972) en de Ronde van Spanje (1973). Daarbovenop werd Merckx nog een tweede en derde maal wereldkampioen op de weg, in Mendrisio (1971) en Montreal (1974).
Merckx' periode bij Molteni zag meestal het zenit, en toch ook het dal. Vermaard werd Merckx' nederlaag als regerend wereldkampioen in de Ronde van Frankrijk 1975 tegen Bernard Thévenet. Dat verlies deed zijn verdere loopbaan in de Ronde van Frankrijk diminuendo gaan. Een vuistslag in de leverstreek door toedoen van een Franse supporter — die hij na de race wist te ontwaren uit de massa en confronteerde met zijn daad — naar de top van de vulkaan Puy de Dôme (Centraal Massief). 
Het incident met de vuistslag betekende dat Merckx twee dagen later, na de tweede rustdag in Nice, in een bergetappe door de Alpen met aankomst op Pra Loup meer dan twee minuten verloor in het algemeen klassement en de gele trui aan Thévenet moest laten. De man, geïdentificeerd als Nello Breton, kreeg later een milde straf van 1 Franse franc morele schadevergoeding. Thévenet won de Ronde van Frankrijk met 2'47" op Merckx.
In 1977 keerde hij met Fiat France terug naar de Tour, maar werd pas zesde in het algemeen klassement op 12'38" van diezelfde Thévenet. Eerder in 1975 had wereldkampioen Merckx vier klassiekers op zijn naam geschreven: Ronde van Vlaanderen, Luik-Bastenaken-Luik, Amstel Gold Race en Milaan-San Remo. 
In de Ronde van Vlaanderen 1975 fietste Merckx diep in de finale nog een halve minuut weg van rivaal Frans Verbeeck. Dat dwong die laatste tot de quote: "Het is ongelooflijk, Fred [De Bruyne, sportjournalist]. Hoe dat die [Merckx] rijdt. Ge kunt dat niet zeggen. Goh, ik heb formidabel afgezien. Ge moe 't zeggen gelijk het is, hè. Hij rijdt vijf per uur te snel voor ons. Ik weet niet wat dat is. Hij rijdt eens zo rap als verleden jaar nog", aldus een door wanhoop overmande Verbeeck in een interview na de aankomst met Merckx die naast Verbeeck stond en eveneens de pers te woord stond.
Molteni reed de eerste jaren op fietsen van Colnago, tot en met 1971 en daarna op fietsen van [het merk] Eddy Merckx. De ploeg werd in 1975 en 1976 mede gesponsord door Campagnolo en reed in die twee seizoenen op wielen van dat Italiaanse merk. In 1976 hield de ploeg op te bestaan na een seizoen waarin de helf van het aantal zeges behaald werden (waarvan er zeker 8 op naam kwamen van Merckx) als in het jaar voordien. 
Joseph Bruyère won dat seizoen Luik-Bastenaken-Luik met 4'44" op een groepje waar Merckx bij zat (Freddy Maertens en Frans Verbeeck werden tweede en derde) en Merckx zelf een zevende Milaan-San Remo met 28" voorsprong op Wladimiro Panizza. De twee volgende jaren verliepen voor Eddy Merckx weinig succesvol bij twee ploegen, Fiat en C&A, vooraleer hij op 19 maart 1978 zijn  loopbaan als beroepsrenner tersluiks afsloot.

## Belangrijkste overwinningen per seizoen[10]
1958 4 zeges

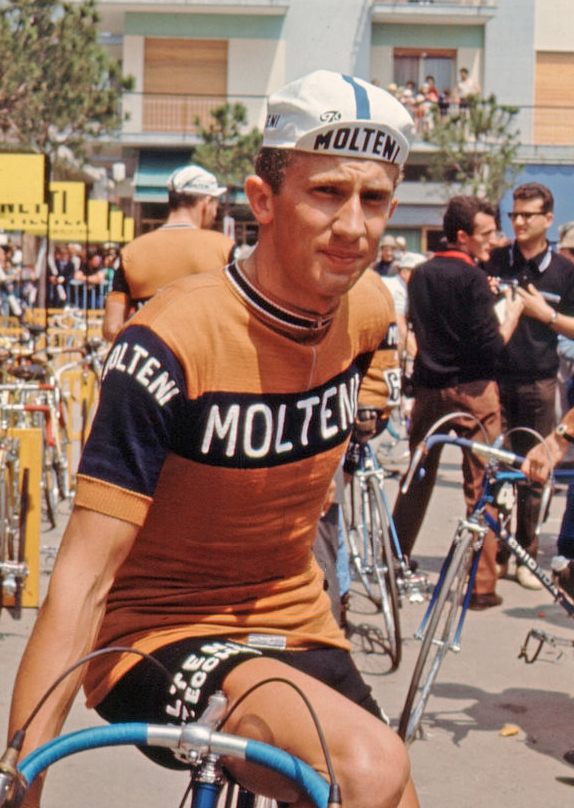
Gianni Motta tijdens de door hem gewonnen Ronde van Italië 1966. Motta en zijn landgenoot Michele Dancelli zetten de ploeg in de jaren zestig op de wielerkaart.

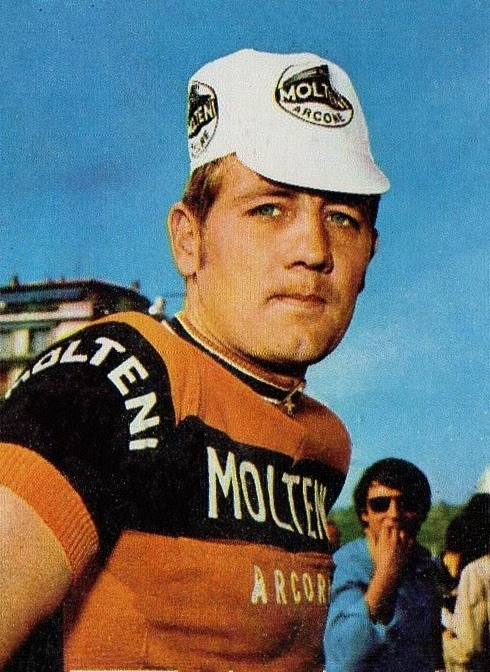
Roger Swerts was Merckx' beschermengel in het gebergte. Hij won in 1972 de Trofeo Baracchi en een koppeltijdrit met Merckx in de Ronde van Frankrijk. Swerts vertrok in 1974 naar IJsboerke om er het kopmanschap op te eisen. In 1976 keerde hij terug naar Molteni.

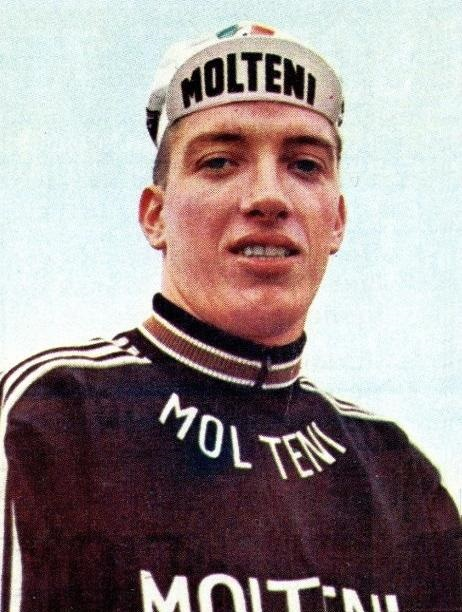
Joseph Bruyère was ploeggenoot van Merckx tot de ploeg er in 1976 mee ophield. In de laatste jaren van de ploeg won "Jos" grote klassiekers als Gent-Gent en Luik-Bastenaken-Luik. Hij droeg de gele trui in de Ronde van Frankrijk 1974 en won een etappe in de derde week van de Ronde van Frankrijk 1972. Hij won ook een tijdrit op de slotdag van de Ronde van Italië 1976, in Milaan over 28 kilometer.

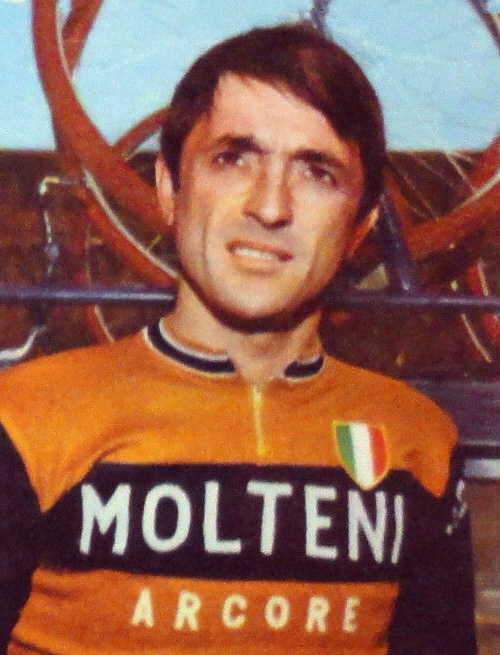
Michele Dancelli won de Waalse Pijl alvorens hij bij Molteni kwam. Elfvoudig etappewinnaar in de Ronde van Italië en tweevoudig etappewinnaar in de Ronde van Frankrijk. Met Gianni Motta is hij de succesvolste renner in het pre-Eddy Merckx tijdperk. In 1970 won hij solo Milaan-San Remo voor Molteni.

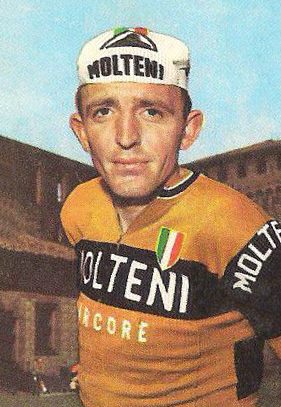
Martin Van Den Bossche was luitenant van Merckx sedert de Faema jaren. Hij kwam een jaar eerder dan de andere Belgen bij Molteni. In 1969 brouilleerde Van den Bossche met Merckx na afloop van een Pyreneeënetappe, waarbij Merckx zijn superknecht voorbijstak net voor de top van de Col du Tourmalet. Van den Bossche kon dat niet appreciëren. Merckx en Van den Bossche legden hun ruzie bij en koersten nog drie jaar samen bij Molteni tot 1973. Van den Bossche zwaaide een jaar later af als beroepsrenner.

- 7e etappe Ronde van Zwitserland: Hans Junkermann

1959 17 zeges
- 1e etappe deel a Ronde van Romandië: Rolf Graf
- 22e etappe Ronde van Italië: Rolf Graf
- 1e etappe Ronde van Zwitserland: Rolf Graf
- 2e etappe Ronde van Zwitserland: Hans Junkermann
- 4e etappe Ronde van Zwitserland: Antonio Uliana
- 6e etappe Ronde van Zwitserland: Alcide Vaucher
- Eindklassement Ronde van Zwitserland: Hans Junkermann
- 12e etappe Ronde van Frankrijk: Rolf Graf
- 19e etappe Ronde van Frankrijk: Rolf Graf
- Zwitsers kampioenschap op de weg: Rolf Graf
- Duits kampioenschap op de weg: Hans Junkermann

1960 3 zeges
- 7e etappe deel a Roma-Napoli-Roma: Guido Messina
- Tour des Quatre-Cantons: Wout Wagtmans

1961 4 zeges
- Ronde van Romagna: Adriano Zamboni
- 11e etappe Ronde van Italië: Pietro Chiodini
- 16e etappe Ronde van Italië: Adriano Zamboni

1962 3 zeges
- Eindklassement Ronde van Romandië: Guido De Rosso
- 17e etappe Ronde van Italië: Armando Pellegrini

1963 8 zeges
- 2e etappe Ronde van Romandië: Guido De Rosso
- 2e etappe Ronde van Italië: Pierino Baffi
- 4e en 20e etappe Ronde van Italië: Guido Carlesi
- 1e en 4e etappe Ronde van Luxemburg: Pierino Baffi
- Ronde van Trentino: Guido De Rosso
- Ronde van Ticino: Guido De Rosso

1964 13 zeges
- Trofeo Laigueglia: Guido Neri
- Milaan-Vignola: Guido De Rosso
- 3e etappe deel b Ronde van Romandië: Gianni Motta
- 2e etappe Ronde van Italië: Michele Dancelli
- 21e etappe Ronde van Italië: Gianni Motta
- Italiaans kampioenschap op de weg: Guido De Rosso
- Ronde van Lombardije: Gianni Motta

1965 8 zeges 
- Ronde van Emilia: Michele Dancelli
- Ronde van Veneto: Michele Dancelli
- Milaan-Vignola: Guido De Rosso
- 1e en 5e etappe Ronde van Italië: Michele Dancelli
- 22e etappe Ronde van Italië: René Binggeli
- Italiaans kampioenschap op de weg: Michele Dancelli
- 4e etappe Ruta del Sol: Remo Stefanoni

1966 23 zeges
- 3e etappe Parijs-Nice: Rudi Altig
- 5e etappe Parijs-Nice: Ab Geldermans
- 7e etappe Parijs-Nice: Michele Dancelli
- Ronde van Piemonte: Rudi Altig
- Ronde van Toscane: Rudi Altig
- Ronde van Reggio Calabria: Michele Dancelli
- Ronde van Romagna: Gianni Motta
- Eindklassement Ronde van Romandië: Gianni Motta
- 7e en 11e etappe Ronde van Italië: Rudi Altig
- 17e en 19e etappe Ronde van Italië: Gianni Motta
- 18e etappe Ronde van Italië: Michele Dancelli
- 21e etappe Ronde van Italië: Pietro Scandelli
- Eindklassement Ronde van Italië: Gianni Motta
- Puntenklassement Ronde van Italië: Gianni Motta
- 1e en 12e etappe, en 22e etappe deel b (ITT) Ronde van Frankrijk: Rudi Altig
- 10e etappe Ronde van Frankrijk: Tommaso de Prà
- 1e etappe Parijs-Luxemburg: Gianni Motta
- Ronde van Veneto: Michele Dancelli
- Ronde van Lazio: Michele Dancelli
- Italiaans kampioenschap op de weg: Michele Dancelli

1967 9 zeges
- 3e etappe Tirreno-Adriatico: Tommaso de Prà
- Milaan-Turijn: Gianni Motta
- 2e etappe deel a Ronde van België: Carmine Preziosi
- Eindklassement Ronde van België: Carmine Preziosi
- Milaan-Vignola: Rudi Altig
- 6e en 11e etappe Ronde van Italië: Rudi Altig
- 6e etappe Ronde van Zwitserland: Tommaso de Prà
- Eindklassement Ronde van Zwitserland: Gianni Motta
- Italiaans kampioenschap op de weg: Franco Balmamion

1968 14 zeges 
- 6e etappe Ronde van Sardinië: Marino Basso
- Milaan-Vignola: Marino Basso
- 2e etappe Ronde van Italië: Gianni Motta
- 7e etappe Ronde van Italië: Guerrino Tosello
- 15e etappe Ronde van Italië: Marino Basso
- 21e etappe Ronde van Italië: Franco Bodrero
- 2e etappe Ronde van Luxemburg: Franco Bodrero
- 4e etappe deel a Ronde van Luxemburg: Mario Anni
- 4e etappe deel b Ronde van Luxemburg (ITT): Edy Schütz
- Eindklassement Ronde van Luxemburg: Edy Schütz
- Luxemburgs kampioenschap op de weg: Edy Schütz
- 1e etappe Parijs-Luxemburg: Michele Dancelli
- Eindklassement Parijs-Luxemburg: Michele Dancelli
- Ronde van Emilia: Gianni Motta

1969 17 zeges 
- 3e etappe Ronde van Sardinië: Giancarlo Polidori
- Ronde van Piemonte: Marino Basso
- 3e etappe Tirreno-Adriatico: Giancarlo Polidori
- 7e etappe deel a Parijs-Nice: Marino Basso
- 1e etappe Ronde van Italië: Giancarlo Polidori
- 2e etappe Ronde van Italië: Davide Boifava
- 8e en 13e etappe, 18e etappe deel a en 18e etappe deel b Ronde van Italië: Marino Basso
- 9e etappe Ronde van Italië: Michele Dancelli
- 3e etappe Ronde van Luxemburg: Arturo Pecchielan
- Eindklassement Ronde van Luxemburg: Davide Boifava
- Luxemburgs kampioenschap op de weg: Edy Schütz
- 1e etappe deel a Ronde van Frankrijk: Marino Basso
- 8e etappe deel b Ronde van Frankrijk: Michele Dancelli
- Trofeo Matteotti: Marino Basso

1970 20 zeges
- Trofeo Laigueglia: Michele Dancelli
- 5e etappe deel a Tirreno-Adriatico (ITT): Guerrino Tosello
- Milaan-San Remo: Michele Dancelli
- Ronde van Toscane: Gianfranco Bianchin
- Ronde van Romagna: Davide Boifava
- 4e en 15e etappe Ronde van Italië: Marino Basso
- 11e, 13e, 14e en 18e etappe Ronde van Italië: Michele Dancelli
- Proloog Ronde van Luxemburg: Michele Dancelli
- 3e etappe deel a Ronde van Luxemburg: Marino Basso
- Eindklassement Ronde van Luxemburg: Edy Schütz
- Luxemburgs kampioenschap op de weg: Edy Schütz
- 3e etappe deel b, 11e etappe deel b en 21e etappe Ronde van Frankrijk: Marino Basso
- 4e etappe Parijs-Luxemburg: Marino Basso
- Ronde van Lazio: Michele Dancelli

1971 57 zeges 
- 1e etappe, 3e etappe deel a en 5e etappe Ronde van Sardinië: Eddy Merckx
- Eindklassement Ronde van Sardinië: Eddy Merckx
- Proloog Parijs-Nice: Eddy Merckx
- 2e etappe deel b (ITT) en 7e etappe deel b (ITT) Parijs Nice: Eddy Merckx
- Eindklassement Parijs-Nice: Eddy Merckx
- Milaan-San Remo: Eddy Merckx
- Brabantse Pijl: Jos Spruyt
- Omloop Het Volk-Gent–Gent: Eddy Merckx
- GP Pino Cerami: Georges Van Coningsloo
- 1e etappe (ITT), 2e en 4e etappe Ronde van België: Eddy Merckx
- 3e etappe Ronde van België: Herman Vanspringel
- Eindklassement Ronde van België: Eddy Merckx
- Luik-Bastenaken-Luik: Eddy Merckx
- Nokere Koerse: Herman Vanspringel
- Milaan-Vignola: Marino Basso
- Rund um den Henninger Turm: Eddy Merckx
- Kampioenschap van Zürich: Herman Vanspringel
- GP Stad Vilvoorde: Julien Stevens
- 2e etappe Ronde van Romandië: Romano Tumellero
- 2e etappe Vredeskoers: Ludo Van Der Linden
- Le Samyn: Julien Van Lint
- Brussel-Meulebeke: Herman Vanspringel
- 1e etappe deel b en 5e etappe deel b (ITT) Critérium du Dauphiné: Eddy Merckx
- Eindklassement Critérium du Dauphiné: Eddy Merckx
- 1e, 9e en 11e etappe Ronde van Italië: Marino Basso
- 4e etappe Ronde van Italië: Guerrino Tosello
- 8e etappe Ronde van Italië: Romano Tumellero
- 20e etappe deel a Ronde van Italië: Giacinto Santambrogio
- 1e en 2e etappe GP du Midi Libre: Eddy Merckx
- Eindklassement GP du Midi Libre: Eddy Merckx
- GP Città di Camaiore: Eddy Merckx
- Belgisch kampioenschap op de weg: Herman Vanspringel
- Proloog (TTT) Ronde van Frankrijk (met Merckx, Bruyère, Huysmans, Mintjens, Spruyt, Stevens, Swerts, Van Schil, Vanspringel en Wagtmans)
- 2e etappe, 13e etappe (ITT), 17 etappe en 20e etappe (ITT) Ronde van Frankrijk: Eddy Merckx
- 3e etappe Ronde van Frankrijk: Rini Wagtmans
- 16e etappe deel b Ronde van Frankrijk: Herman Vanspringel
- Eindklassement Ronde van Frankrijk: Eddy Merckx
- 3e etappe deel c (ITT) Cronostafetta: Eddy Merckx
- Eindklassement Cronostafetta: Roger Swerts
- GP Union Dortmund: Herman Vanspringel
- 1e etappe deel a en 1e etappe deel b Escalada a Montjuïc: Eddy Merckx
- Eindklassement Escalada a Montjuïc: Eddy Merckx
- Baden-Baden: Herman Vanspringel
- Ronde van Lombardije: Eddy Merckx
- Nationale Sluitingsprijs Putte-Kapellen: Roger Swerts

1972 48 zeges
- Proloog Parijs-Nice: Eddy Merckx
- 2e en 5e etappe Parijs-Nice: Eddy Merckx
- Milaan-San Remo: Eddy Merckx
- Brabantse Pijl: Eddy Merckx
- 4e etappe en 5e etappe deel b (ITT) Ronde van België: Roger Swerts
- Eindklassement Ronde van België: Roger Swerts
- Gent-Wevelgem: Roger Swerts
- Luik-Bastenaken-Luik: Eddy Merckx
- Waalse Pijl: Eddy Merckx
- GP Momignies: Eddy Merckx
- Tour de Condroz: Vic Van Schil
- 12e etappe deel a (ITT), 14e etappe, 16e etappe en 19e etappe deel b (ITT) Ronde van Italië: Eddy Merckx
- 12e etappe deel b Ronde van Italië: Roger Swerts
- Eindklassement Ronde van Italië: Eddy Merckx
- GP Forli: Roger Swerts
- Proloog Ronde van Frankrijk: Eddy Merckx
- 5e etappe deel b, 8e etappe, 13e etappe, 14e etappe deel a en 20e etappe deel a (ITT) Ronde van Frankrijk: Eddy Merckx
- 9e etappe Ronde van Frankrijk: Jos Huysmans
- 19e etappe Ronde van Frankrijk: Joseph Bruyère
- Eindklassement Ronde van Frankrijk: Eddy Merckx
- Scheldeprijs: Eddy Merckx
- GP Union Dortmund: Eddy Merckx
- 1e etappe deel a Cronostafetta (ITT): Roger Swerts
- 1e etappe deel b Cronostafetta (ITT): Joseph Bruyère
- Eindklassement Cronostafetta: Roger Swerts
- GP Stad Zottegem: Herman Vanspringel
- Ronde van Piemonte: Eddy Merckx
- Ronde van Lazio: Martin Van Den Bossche
- 1e etappe deel a (ITT), 1e etappe deel b en 1e etappe deel c (ITT) Escalada a Montjuïc: Eddy Merckx
- Eindklassement Escalada a Montjuïc: Eddy Merckx
- Ronde van Emilia: Eddy Merckx
- Ronde van Lombardije: Eddy Merckx
- 1e en 2e etappe Dwars door Lausanne: Eddy Merckx
- Eindklassement Dwars door Lausanne: Eddy Merckx
- Trofeo Baracchi (met Merckx en Swerts)
- GP des Nations: Roger Swerts

1973 43 zeges
- Trofeo Laigueglia: Eddy Merckx
- 4e etappe deel a (ITT) Ronde van Sardinië: Eddy Merckx
- Eindklassement Ronde van Sardinië: Eddy Merckx
- Omloop Het Volk-Gent–Gent: Eddy Merckx
- 1e etappe (ITT) Parijs-Nice: Eddy Merckx
- 5e etappe deel b (ITT) Tirreno-Adriatico: Roger Swerts
- E3 Prijs Vlaanderen: Willy In 't Ven
- Gent-Wevelgem: Eddy Merckx
- Amstel Gold Race: Eddy Merckx
- Parijs-Roubaix: Eddy Merckx
- Luik-Bastenaken-Luik: Eddy Merckx
- Proloog Ronde van Spanje: Eddy Merckx
- 4e etappe Ronde van Spanje: Jos Deschoenmaecker
- 6e etappe deel a Ronde van Spanje: Roger Swerts
- 6e etappe deel b (TTT) Ronde van Spanje (met Merckx, Bruyère, Deschoenmaecker, Huysmans, In 't Ven, Janssens, Mintjens, Swerts, Spruyt en Van Schil)
- 8e etappe, 10e etappe, 15e etappe deel b (ITT), 16e etappe en 17e etappe deel b (ITT) Ronde van Spanje: Eddy Merckx
- [15] Eindklassement Ronde van Spanje: Eddy Merckx
- Proloog (koppeltijdrit) Ronde van Italië (met Merckx en Swerts)
- 1e, 4e, 8e, 10e en 18e etappe Ronde van Italië: Eddy Merckx
- Eindklassement Ronde van Italië: Eddy Merckx
- Puntenklassement Ronde van Italië: Eddy Merckx
- 2e etappe (ITT) Monte Campione: Eddy Merckx
- Eindklassement Monte Campione: Eddy Merckx
- 1e etappe deel a (ITT) Cronostafetta: Eddy Merckx
- 1e etappe deel c (ITT) Cronostafetta: Joseph Bruyère
- Eindklassement Cronostafetta: Eddy Merckx
- Druivenkoers Overijse: Roger Swerts
- 1e etappe GP Fourmies la Voix du Nord: Eddy Merckx
- Eindklassement GP Fourmies la Voix du Nord: Eddy Merckx
- Parijs-Brussel: Eddy Merckx
- Omloop van het Houtland: Marc Lievens
- 1e etappe en 2e etappe (ITT) Dwars door Lausanne: Eddy Merckx
- Eindklassement Dwars door Lausanne: Eddy Merckx

1974 29 zeges 
- Trofeo Laigueglia: Eddy Merckx
- Omloop Het Volk-Gent–Gent: Joseph Bruyère
- Proloog Parijs-Nice: Eddy Merckx
- 1e en 5e etappe Parijs-Nice: Eddy Merckx
- 2e etappe Catalaanse Week: Christian De Buysschere
- GP Momignies: Eddy Merckx
- 12e en 21e etappe (ITT) Ronde van Italië: Eddy Merckx
- Eindklassement Ronde van Italië: Eddy Merckx
- Proloog Ronde van Zwitserland: Eddy Merckx
- 2e etappe en 9e etappe deel b (ITT) Ronde van Zwitserland: Eddy Merckx
- Eindklassement Ronde van Zwitserland: Eddy Merckx
- Proloog Ronde van Frankrijk: Eddy Merckx
- 7e etappe, 9e etappe, 10e etappe, 15e etappe, 19 etappe deel b (ITT), 21e etappe deel a en 22e etappe Ronde van Frankrijk: Eddy Merckx
- 12e etappe Ronde van Frankrijk: Jos Spruyt
- Eindklassement Ronde van Frankrijk: Eddy Merckx
- Criterium der Azen: Eddy Merckx
- 1e etappe deel a, 1e etappe deel b en 1e etappe deel c (ITT) Escalada a Montjuïc: Eddy Merckx
- Eindklassement Escalada a Montjuïc: Eddy Merckx

1975 33 zeges
- Eindklassement Ronde van de Middellandse Zee: Joseph Bruyère
- 2e etappe Ronde van Sardinië: Eddy Merckx
- Eindklassement Ronde van Sardinië: Eddy Merckx
- GP Alghero: Eddy Merckx
- Omloop Het Volk-Gent–Gent: Joseph Bruyère
- Proloog Parijs-Nice: Eddy Merckx
- 5e etappe Parijs-Nice: Eddy Merckx
- Milaan-San Remo: Eddy Merckx
- Amstel Gold Race: Eddy Merckx
- 1e etappe Catalaanse Week: Joseph Bruyère
- 3e etappe deel b (ITT) Catalaanse Week: Eddy Merckx
- Eindklassement Catalaanse Week: Eddy Merckx
- Ronde van Vlaanderen: Eddy Merckx
- Luik-Bastenaken-Luik: Eddy Merckx
- Omloop van het Leiedal: Ludo Delcroix
- 1e etappe en 5e etappe deel b (ITT) Ronde van Romandië: Eddy Merckx
- Tour de Condroz: Christian De Buysschere
- Omloop Schelde-Durme: Jean-Pierre Berckmans
- 8e etappe Ronde van Zwitserland: Eddy Merckx
- 3e etappe Ronde van Frankrijk: Karel Rottiers
- 6e etappe (ITT) en 9e etappe deel b (ITT) Ronde van Frankrijk: Eddy Merckx
- Omloop der Zennevallei: Vic Van Schil
- Châteauroux Classic de l'Indre: Eddy Merckx
- Druivenkoers Overijse: Eddy Merckx
- Boucles de l'Aulne: Eddy Merckx
- 3e etappe Valkenburg aan de Geul: Eddy Merckx
- Eindklassement Valkenburg aan de Geul: Eddy Merckx
- Kampioenschap van Vlaanderen: Jos Huysmans
- 1e etappe deel a en 1e etappe deel c (ITT) Escalada a Montjuïc: Eddy Merckx
- Eindklassement Escalada a Montjuïc: Eddy Merckx

1976 14 zeges
- Ronde van Limburg: Frans Van Looy
- 2e etappe Tirreno-Adriatico: Eddy Merckx
- Milaan-San Remo: Eddy Merckx
- 1e etappe deel a (ITT) en 4e etappe deel b (ITT) Catalaanse Week: Eddy Merckx
- Eindklassement Catalaanse Week: Eddy Merckx
- Luik-Bastenaken-Luik: Joseph Bruyère
- Omloop van het Leiedal: Eddy Merckx
- Seraing-Aachen-Seraing: Etienne De Beule
- Proloog Ronde van Romandië: Eddy Merckx
- Omloop van de Westhoek: Eddy Merckx
- 22e etappe deel a (ITT) Ronde van Italië: Joseph Bruyère
- Druivenkoers Overijse: Joseph Bruyère
- Leeuwse Pijl: Frans Van Looy

## Afbeeldingen

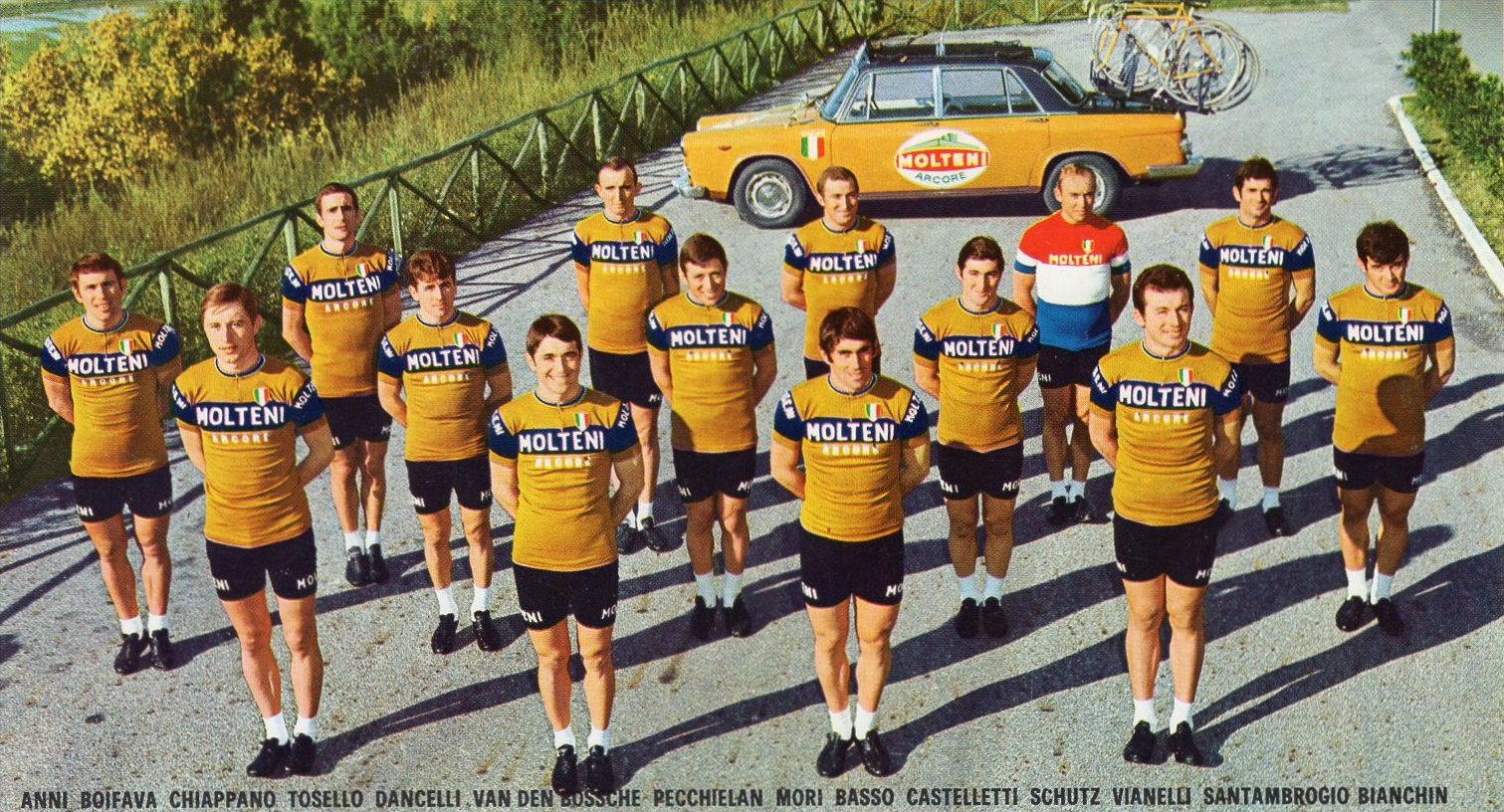
Ploegvoorstelling van Molteni in 1970; één renner draagt de merkentrui niet: Edy Schütz, zesvoudig nationaal kampioen van Luxemburg (zes titels op rij)
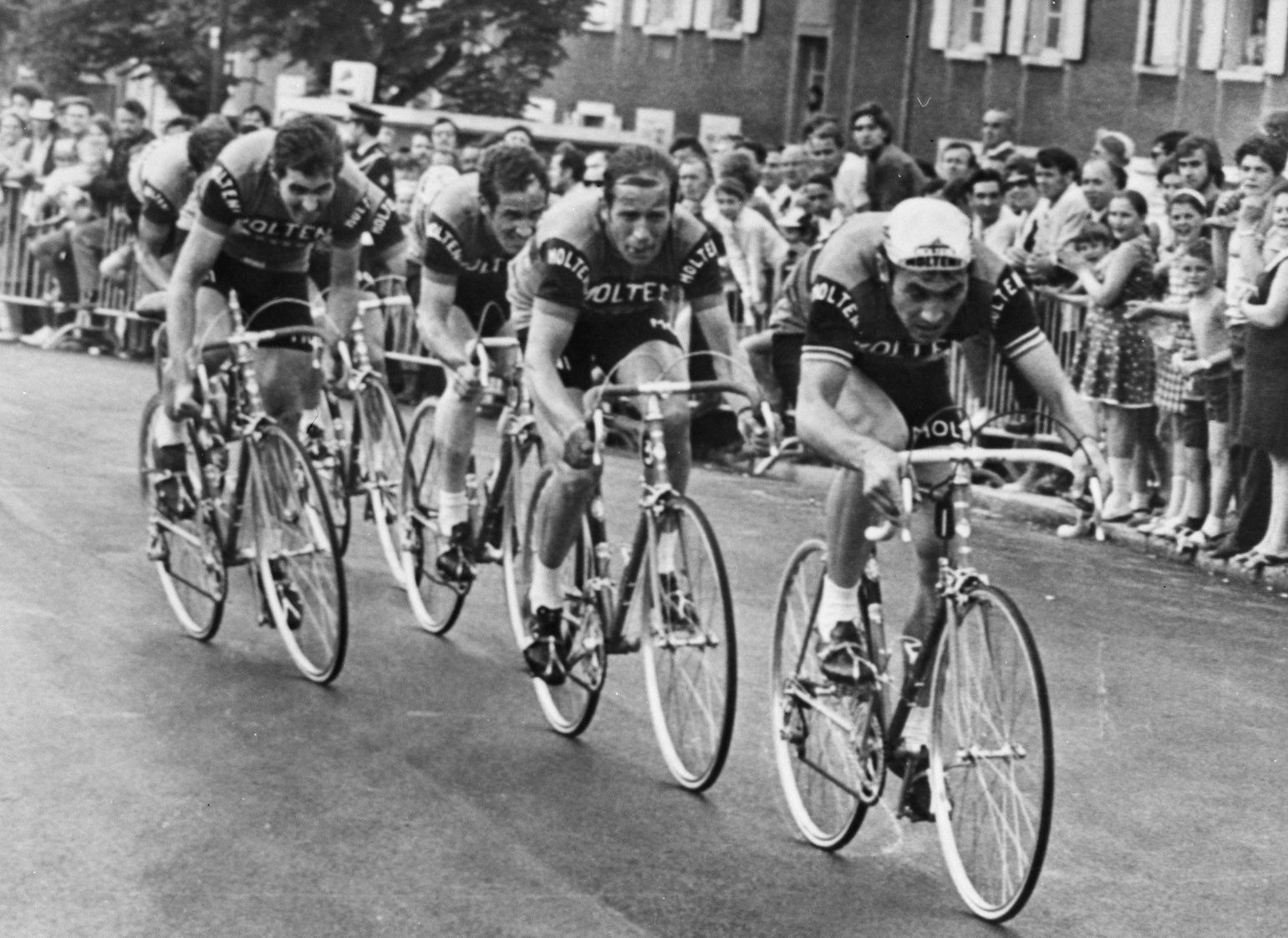
Molteni tijdens de ploegentijdrit in de Ronde van Frankrijk 1971; Roger Swerts, Rini Wagtmans, Jos Huysmans en Eddy Merckx v.l.n.r. herkenbaar (Mulhouse, over 11 km)
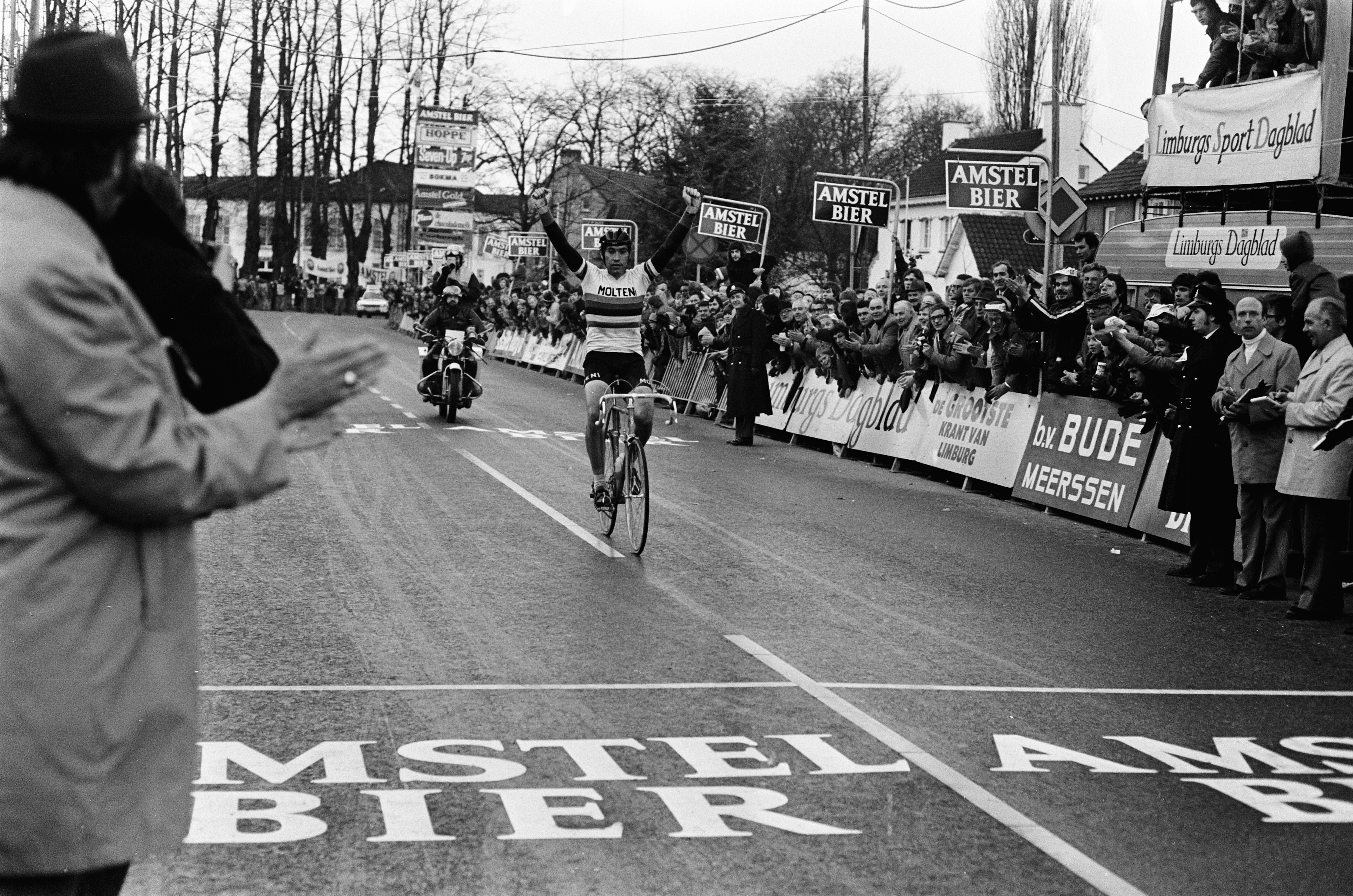
Aankomst winnaar Merckx, Amstel Gold Race 1975